# Czesław Cichoń
Czesław Aleksander Cichoń (ur. 17 lipca 1938 w Krakowie, zm. 9 listopada 2021 tamże) – polski inżynier, profesor nauk technicznych, profesor zwyczajny Politechniki Świętokrzyskiej.

## Życiorys
W 1962 ukończył studia z zakresu inżynierii lądowej na Politechnice Krakowskiej. Doktoryzował się w 1974 na uczelni macierzystej. Stopień doktora habilitowanego uzyskał tamże w 1986. Tytuł naukowy profesora nauk technicznych otrzymał 28 kwietnia 2000.
W latach 1968–2004 zatrudniony był na Politechnice Krakowskiej im. Tadeusza Kościuszki. Od 1990 do 1993 pełnił funkcję prodziekana Wydziału Inżynierii Lądowej, zaś w latach 1993–2004 kierował Zakładem Metod Obliczeniowych w Instytucie Metod Komputerowych w Inżynierii Lądowej. W 2004 podjął pracę na Politechnice Świętokrzyskiej, obejmując kierownictwo Katedry Informatyki Stosowanej. W latach 2005–2008 był prodziekanem Wydziału Zarządzania i Modelowania Komputerowego PŚk.
Odbył staże w Moskwie (1976), Mediolanie (1978) i Hanowerze (1990). Został członkiem Sekcji Mechaniki Konstrukcji Komitetu Inżynierii Lądowej i Wodnej PAN (pełnił funkcję jej sekretarza w latach 1990–1997). Od 2001 do 2002 był przewodniczącym oddziału krakowskiego Polskiego Towarzystwa Mechaniki Teoretycznej i Stosowanej.
Specjalizuje się w metodach komputerowych w mechanice ośrodka ciągłego oraz w teorii konstrukcji. Autor monografii oraz artykułów naukowych, w tym w czasopismach wyróżnionych w JCR.
Odznaczony Złotym Krzyżem Zasługi (2001).